# Tadeusz Zygler

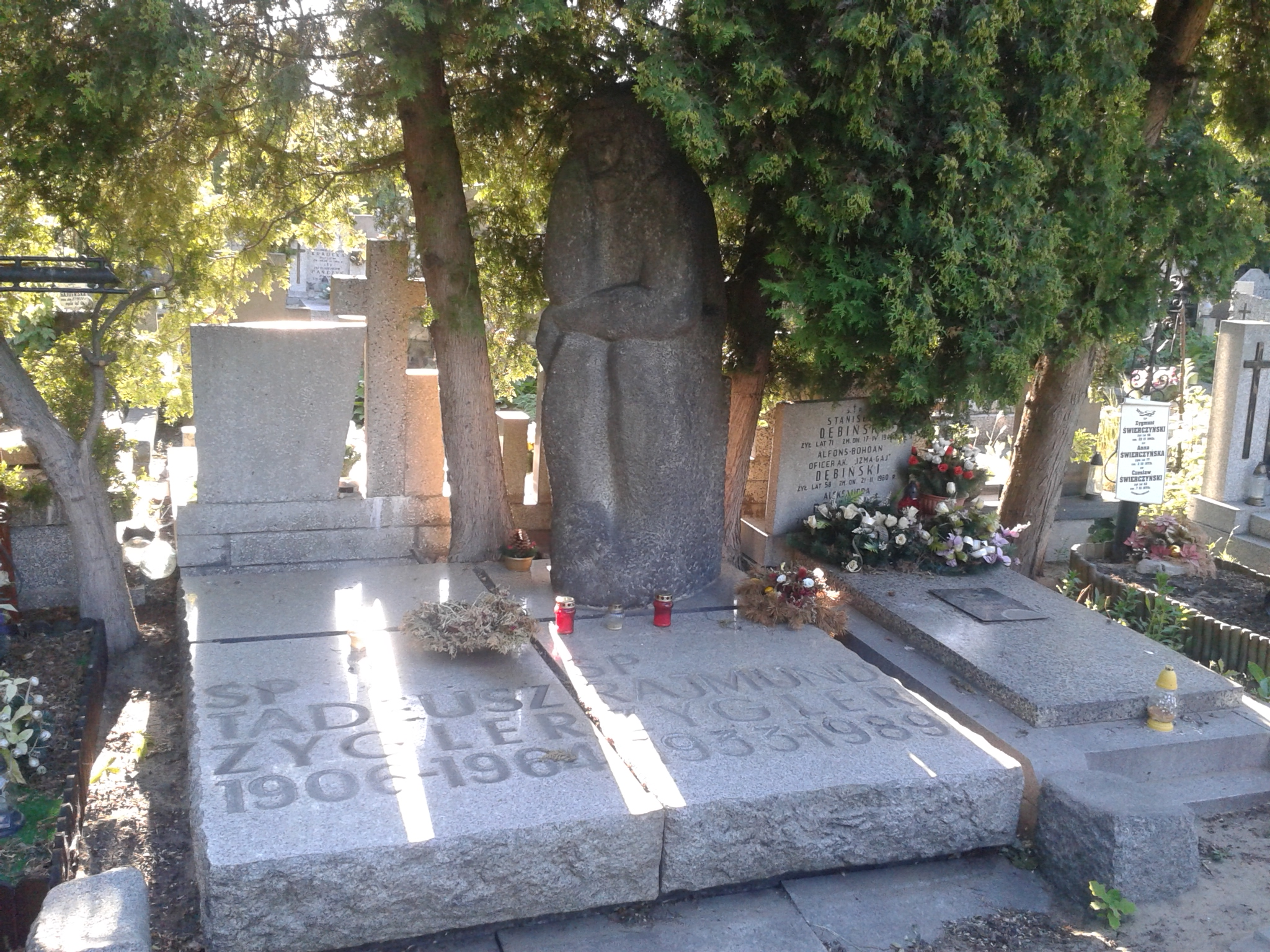
Grób Tadeusza Zyglera na cmentarzu Bródnowskim

Tadeusz Zygler (ur. 19 stycznia 1906 w Warszawie, zm. 8 czerwca 1964 tamże) – polski folklorysta, teoretyk tańca.
Od 1920 był uczniem Wyższej Szkoły Muzycznej, gdzie uczył się teorii i gry na skrzypcach. Po ukończeniu w 1926 gimnazjum im. Jana Zamoyskiego rozpoczął studia filozoficzne, biologiczne i pedagogiczne na Uniwersytecie Warszawskim, w 1928 ukończył obie uczelnie. Poza pracą pedagogiczną prowadził we własnym zakresie badania nad tańcem ludowym, w prasie publikował felietony o wysokich wartościach wychowawczych tańca ludowego, był prekursorem nauczania folkloru tanecznego w szkołach. Od 1933 do wybuchu wojny był redaktorem naczelnym czasopisma "Wychowanie Fizyczne i Higiena Szkolna".
Od 3 maja 1945 był posłem do Krajowej Rady Narodowej, reprezentując Polską Partię Socjalistyczną. Po II wojnie światowej pracował w Państwowym Instytucie Badania Sztuki Ludowej, od 1946 do 1952 kierował tam Sekcją Tańca, zorganizował wówczas badania terenowe nad folklorem tanecznym. Wyniki badań publikował w czasopiśmie "Polska Sztuka Ludowa", którego był redaktorem naczelnym od 1949 do 1950. Od 1951 był wykładowcą tańca w specjalistycznej grupie studenckiej w Akademii Wychowania Fizycznego w Warszawie, dwa lata później został zaangażowany przez Tadeusza Sygietyńskiego do zespołu Mazowsze. Na początku lat 50. XX wieku Muzeum Etnograficzne w Krakowie zorganizowało pierwszą stałą ekspozycję dotyczącą tańca ludowego, w 1952 Tadeusz Zygler przygotował do niej przewodnik "Polskie tańce ludowe", który był pierwszym obszernym kompendium wiedzy na ten temat. W 1954 zaangażował się w opracowanie haseł z zakresu muzykologii i choreologii do tworzonego wówczas Słownika Wyrazów Obcych Państwowego Instytutu Wydawniczego. Rok później został dziekanem Wydziału Choregrafii  warszawskiej Państwowej Wyższej Szkole Teatralnej, równocześnie wykładał w założonej przez siebie Sekcji Tańca Państwowego Instytutu Scenicznego. Karierę przerwał mu w 1961 masywny wylew krwi do mózgu, który spowodował paraliż lewej strony ciała. Zmarł w wyniku postępującej choroby 8 czerwca 1964.
Został pochowany na cmentarzu Bródnowskim (kw. 32C, rząd 3, grób 4/5).